# Stanisław Grzybowski (cukrownik)
Stanisław Grzybowski (ur. 11 stycznia 1865 w Lublinie, zm. 13 kwietnia 1943 w Dobrzelinie) – polski technolog cukrownictwa, laureat tytułu doktora honoris causa Politechniki Warszawskiej.

## Życiorys
Ukończył Lubelskie Liceum Męskie oraz Wydział Przyrodniczy Cesarskiego Uniwersytetu Warszawskiego.
Po ukończeniu studiów podtrzymał rodzinną tradycję i rozpoczął pracę jako cukrownik. Praktykę odbył w cukrowni „Elżbietów”, obecnie „Sokołów”. Potem pracował na stanowisku chemika w cukrowniach „Czersk” i „Izabelin”. W 1898 roku został dyrektorem cukrowni „Izabelin”, następnie w 1892 powierzono mu stanowisko dyrektora w cukrowni „Sanniki”. W 1908 objął zarząd nad dwiema sąsiednimi cukrowniami. W 1912 został powołany na stanowisko dyrektora cukrowni i rafinerii „Dobrzelin”. Jednocześnie zaoferowano mu funkcję naczelnego dyrektora technicznego nad wszystkimi cukrowniami Towarzystwa Fabryk Cukru. Swoją pracę kontynuował również po wybuchu I wojny światowej. W 1910 był wykładowcą technologii cukru w ramach Kursu dla cukrowników na Wydziale Technicznym Towarzystwa Kursów Naukowych w Warszawie. Był także w latach 1910-1913 członkiem TKN.
Autor takich prac z zakresu cukrownictwa jak: „Cukrownictwo. Podręcznik dla pracujących w cukrowniach i rafineriach” (1901), „Technologia cukru buraczanego” (1912), „Rafinowanie cukru” (1927), „Chemiczne oczyszczanie soku dyfuzyjnego i jego kontrola” (1930), „Koloidy i ich rola przy fabrykacji cukru” (1935). Publikował też artykuły w „Gazecie Cukrowniczej”. Zależało mu na unowocześnieniu polskiego przemysłu cukrowniczego, dlatego m.in. podjął działania w kierunku przekształcenia Laboratorium Cukru w wielowydziałowy Instytut Przemysłu Cukrowniczego. W 1927 roku powstał ten Instytut, natomiast S. Grzybowski został prezesem Zarządu oraz Kuratorium. Równocześnie pełnił funkcję dyrektora cukrowni „Dobrzelin” k. Kutna.
W czasie wojennym został zdegradowany przez Niemców z funkcji dyrektora do roli doradcy technicznego.
W 1931 otrzymał doktorat honoris causa Politechniki Warszawskiej.
Zmarł 13 kwietnia 1943 roku.

## Stanowiska
- chemik w cukrowni „Czersk” i „Izabelin”
- 1898 – dyrektor cukrowni „Izabelin”
- 1892 – dyrektor cukrowni „Sanniki”
- 1927 – prezes Zarządu oraz Kuratorium Instytutu Przemysłu Cukrowniczego
- 1927 – dyrektor cukrowni „Dobrzelin” k. Kutna

## Wybrane publikacje
- Cukrownictwo. Podręcznik dla pracujących w cukrowniach i rafineriach(1901)
- Technologia cukru buraczanego (1912)
- Rafinowanie cukru (1927)
- Chemiczne oczyszczanie soku dyfuzyjnego i jego kontrola (1930)
- Koloidy i ich rola przy fabrykacji cukru (1935)

## Ordery i odznaczenia
- Złoty Krzyż Zasługi (11 listopada 1937)[4]